# Колбергис
Ко́лбергис (латыш. Kolberģis, Jaunalūksne; устар. Яуналуксне, Колберги, мыза Гольдбек, мыза Голдбек) — населённый пункт (латыш. vidējciems) в Алуксненском крае Латвии. Административный центр Яуналуксненской волости. Находится на восточном берегу озера Алукснес у региональной автодороги P40 (Алуксне — Зайцева). Расстояние до города Алуксне составляет около 5 км. 

## Население
По состоянию на март 2017 года, согласно данным Управления по делам гражданства и миграции Министерства внутренних дел Латвийской Республики, на территории населённого пункта Колбергис проживает 279 человек.
В 2015 году население составляло 286 человек, в 2007 году — 360 человек, в 2002 году — 246 человек.

## История
В 1970-х годах населённый пункт носил название Яуналуксне и был центром Яуналуксненского сельсовета Алуксненского района. В селе располагался колхоз «Алуксне».